# Aberdeen (Zuid-Afrika)
Aberdeen is een dorp met 5000 inwoners, in Zuid-Afrika, in het Oost-Kaap in het Kamdeboogebergte. Het is gesticht in 1856 als een kerkdorpje, en werd in 1852 een gewone gemeente. Het huidige kerkgebouw is op 12 september 1925 ingewijd. Aberdeen is in de omgeving een centrum voor de veeteelt en de schapenhouderij.

## Subplaatsen
Het Nationaal Instituut voor de Statistiek (Stats SA) deelt Aberdeen sinds 2011 in 2 zogenaamde subplaatsen in, namelijk:
- Aberdeen SP
- Lotusville